# Provision
En comptabilité, une provision est un passif dont l'échéance ou le montant n'est pas fixé de façon précise.
Les provisions reflètent des charges probables (et pas seulement éventuelles) qu'il convient de rattacher à l'exercice comptable au cours duquel elles sont apparues afin de dégager un résultat aussi fidèle que possible (principe de prudence). Les définitions s'appliquent au niveau local et selon les normes internationales (IAS 37).
Les provisions représentent une perte ou un gain probable non définitif, mais on peut aussi estimer cette perte ou ce gain puisque ces charges ne sont pas éventuelles (incertaines).

## Typologie et enjeux des provisions

### Provisions pour risques et charges
La provision pour risques et charges est un élément du passif ayant une valeur négative qui génère une obligation à l’égard d’un tiers et dont il est certain (provision pour charges) ou probable (provision pour risques) qu’elle provoquera une sortie de ressource et dont l’échéance et le montant ne sont pas fixés de façon précise. Elle permet de mettre de côté une partie du bénéfice par prudence. Pour des raisons par exemple d'obligations légales (amiante), contractuelles ou implicites.
Ce sont par exemple :
- les provisions pour pensions et obligations similaires ;
- les provisions pour garanties données au client ;
- les provisions pour litiges ;
- les provisions pour impôts.

Selon les normes internationales :
- la provision doit être constituée avant la date de clôture et non à la date d'établissement des comptes ;
- les provisions pour gros entretien ou grandes révisions sont interdites, car il n'est pas possible d'affirmer que l'entreprise ne peut se soustraire à ces travaux ;
- la provision n'est pas un « passif éventuel » (montant probable + obligation potentielle ou obligation actuelle + probabilité faible).

### Provisions réglementées
Une provision réglementée est un passif et une aide de trésorerie en franchise d'impôt ne correspondant ni
à un risque, ni à une dépréciation. C'est une exonération provisoire quasi-réserve en charge exceptionnelle, c'est-à-dire des bénéfices certains non imposés en attente d'imposition. Elle sert à limiter l'inflation, encourager la participation… Les provisions réglementées doivent être annulées selon la norme IAS 37 et pour la comptabilité des groupes en général.
Ce sont par exemple en France :
- les provisions pour investissement (participation des salariés) ;
- les provisions pour hausse des prix ;
- les amortissements dérogatoires.

### Dépréciation d'actifs
Les actifs inscrits au bilan d'une société peuvent faire l'objet d'une provision. Elle pallie ainsi la diminution de la valeur de l'actif. Cette diminution de valeur n'est ni fatale ni irréversible. C'est un actif soustractif en face du poste déprécié. Par exemple, doivent être dépréciés par le biais d'une provision :
- une Immobilisation dont la valeur d'usage ou la valeur vénale à la date de clôture serait inférieure à sa valeur nette comptable ;
- un stock dont la probabilité de cession ou d'utilisation serait trop faible, ou à une valeur inférieure à celle à laquelle il est inscrit dans l'inventaire ;
- une créance dont la collecte serait improbable ;
- un titre financier détenu dont la valeur de clôture serait inférieure à la valeur d'acquisition.

## Enjeux des provisions
La constatation d'une provision doit respecter les principes comptables, mais il reste une grande marge d'appréciation du montant adéquat. De ce fait, il est possible — dans une certaine mesure — de l'utiliser pour « corriger » les documents de synthèse à la clôture de l'exercice comptable, afin de les présenter sous un jour plus favorable aux intérêts du moment de l'entreprise :
- tantôt, en donnant aux provisions un montant relativement faible, les comptes de l'entreprise afficheront un résultat plus favorable ;
- tantôt, en maximisant leur importance, l'entreprise pourra noircir le tableau, baisser le montant des bénéfices et donc de l'impôt sur ces bénéfice, et rendre plus avantageuse la comparaison future (par exemple on dit souvent lors de la nomination d'un nouveau dirigeant qu'il « passe les comptes à la paille de fer »).

C'est la raison pour laquelle en cas d'abus, on parle parfois à propos de la constatation des provisions de comptabilité créative.

## Comptabilisation en France et en Belgique
La provision est la conséquence des principes de prudence et d’indépendance des exercices.
Son enregistrement :
| Compte | Intitulé                         | Débit | Crédit |
| ------ | -------------------------------- | ----- | ------ |
| 68..   | Dotation aux provisions (charge) | ...   |        |
| 1..    | Provision (compte de passif)     |       | ...    |

La provision n'est pas une ressource entièrement libre. Elle doit être disponible à l’occurrence du risque. Il sera alors constaté une reprise de la provision.

Sa reprise :
| Compte | Intitulé                        | Débit | Crédit |
| ------ | ------------------------------- | ----- | ------ |
| 1..    | Provision (compte de passif)    | ...   |        |
| 78..   | Reprise de provisions (produit) |       | ...    |

Exemples de comptes pouvant être utilisés durant ces enregistrements :
| Comptes                                | France      | Belgique |
| -------------------------------------- | ----------- | -------- |
| pensions et obligations similaires     | 153         | 160      |
| charges fiscales                       | 155         | 161      |
| grosses réparations et gros entretiens | 157         | 162      |
| autres risques et charges              | 158, 151... | 163-169  |
| Provisions réglementées                | 14          | ...      |

## Informations à fournir au tiers (en annexe)
Selon les normes internationales, il est nécessaire d'informer les tiers de la nature des provisions trouvées dans les comptes. Ainsi pour être complet il faut à l'écart du bilan en annexe :
- faire le lien de la valeur comptable à l'ouverture et à la clôture de l'exercice ;
- donner une description de la nature de l'obligation et l'échéance attendue des sorties de ressources représentatives d'avantages économiques ;
- indiquer les montants des remboursements attendus, en indiquant le montant de tout actif qui a été comptabilisé pour ce remboursement attendu ;
- faire une analyse du degré d'incertitude associé au montant ou à l'échéance des sorties de ressources.

Il en sera de même pour chaque catégorie de passif et actif « éventuels » (voir ci-dessus).

## Déductibilité fiscale en France
Les provisions pour risques et charges sont déductibles si les pertes ou charges prévisibles sont déductibles par nature et nettement précisées, probables et pas seulement éventuelles et résulter d’évènements en cours à la clôture de l’exercice. (les amendes sont non déductibles). Le fisc français pourra en outre rejeter la déductibilité d'une provision qui serait établie sur des bases statistiques.
L’article 38 du Code général des impôts (CGI) donne obligation de déclarer les provisions sur les tableaux de déclaration fiscale.
Les provisions pour indemnités de départ à la retraite, pour impôt déductible, pour compte courant d'associé débiteur, de propre assureur et de pertes de change ne sont pas, par exemple, déductibles.
Si la dotation est déductible du résultat fiscal, la reprise est imposable. Aucune rectification extra-comptable n’est à effectuer.

## Fiscalité des autres pays
En France, l'impôt sur les sociétés est calculé sur le Résultat courant, alors que c'est l'Excédent brut d'exploitation dans d'autres pays. Le projet de loi de finances 2014 créé un nouvel impôt sur l'Excédent brut d'exploitation (EBE), dont la dernière version serait un "excédent net", calculé en déduisant l'amortissement comptable, pour ne pas taxer l'investissement des entreprises et en exonérant les PME. Le nouvel impôt taxerait donc le bénéfice avant impôt mais aussi les provisions comptables et les intérêts versés aux créanciers, à une époque où les grandes entreprises cotées en Bourse ont tendance à s'endetter pour réduire leurs capitaux propres.